# Klimbim
Klimbim war eine der ersten deutschen Comedy-Fernsehserien. Der Titel leitet sich vom umgangssprachlichen Ausdruck für unnützes Beiwerk, Krimskrams oder Getue ab. Im Stil einer Nummernrevue wurden auf der Bühne gespielte Sketche und Einspielerfilme gezeigt, in denen Wortwitz und Slapstickeinlagen häufig einander ergänzten. Wie ein roter Faden durchzogen die einzelnen Episoden rund um das bizarre Leben der Klimbim-Familie alle Sendungen. Zum Showkonzept zählten außerdem Gastauftritte nationaler und internationaler Stars.
Die Idee zur sehr erfolgreichen Serie stammt von Hans Joachim Hüttenrauch und Michael Pfleghar, der auch Regie führte. Die Folgen wurden in den Studios des Westdeutschen Rundfunks als Koproduktion mit der Firma CBM realisiert. Von 1973 bis 1979 wurden fünf Staffeln mit jeweils sechs Folgen zur Hauptsendezeit dienstags um 20:15 Uhr im Deutschen Fernsehen und im ORF ausgestrahlt.

## Konzept
Das grundlegende Konzept von Klimbim basierte auf dem amerikanischen Format Rowan & Martin's Laugh-In. Einige Elemente wurden übernommen, wie etwa die Wand mit vielen kleinen Fenstern, aus denen Witze erzählt wurden. Andere Elemente gingen über das ursprüngliche Konzept hinaus. So wurde die Anlage als Nummernrevue ergänzt durch Elemente einer Sitcom. 
In jeder Folge wurden mehrere Episoden aus dem absurden Leben der  Klimbim-Familie gezeigt. Die Stammschauspieler der Truppe spielten das Gegenteil dessen, was man sich seinerzeit unter einer idealen Familie vorstellte – einen kriegsvernarrten Großvater, die vollkommen verantwortungslose Mutter Jolante, die nur an ihr eigenes Vergnügen denkt, einen arbeitsscheuen Playboy als ihr Liebhaber und die unzähmbare Tochter Gaby, die sich einen Skorpion namens Charly als Haustier hält. Ein Running Gag war der Großvater, der sich über ein zu hartes Frühstücksei beschwert.
Die Sketche hatten häufig nicht nur innerhalb einer Sendung einen thematischen Bezug, manchmal überschnitten sich auch zwei verschiedene Sketch-Reihen in einer Sendung. Auch filmtechnisch entwickelte Pfleghar Klimbim zur Eigenständigkeit. Stilistisch waren viele der Filme in Musik, Farbe, Schnitt und Agogik Stummfilmen nachempfunden, zahlreiche Kostüme imitierten die Mode der 1920er Jahre. Früh setzte Pfleghar die seinerzeit noch wenig übliche Bluescreen-Technik ein, um Akteure vor gesondert aufgenommenen Hintergründen zu zeigen.
Der Humor bewegte sich zwischen Klamauk, Absurdität und Anrüchigkeit und wurde häufig frivol-provozierend präsentiert. Zu einer Zeit, als die Medienlandschaft als eher prüde empfunden wurde, gehörte die Provokation durch eine starke Sexualisierung von Beginn an zum Grundkonzept. Dazu gehörten erotische Anspielungen, aufreizende Kleidung der Darstellerinnen und offen gezeigte Nacktheit sowie auch die Auswahl der Stammschauspieler, die zuvor größtenteils mit Erotikfilmen Geld verdient hatten. Diese freizügige Ausrichtung führte nicht nur zu einem großen Publikumserfolg, sondern auch zu einer Auszeichnung durch die als eher konservativ geltende Jury des Adolf-Grimme-Preises.
Musikalisches Markenzeichen von Klimbim wurde das von Heinz Kiessling komponierte Erkennungslied Klimbim ist unser Leben. Der Nonsens-Song endet nach dem Vers „und ist es mal nicht wahr“ mit den von Ingrid Steeger gehauchten Worten „dann mach ich mir ’nen Schlitz ins Kleid und find es wunderbar“, die aus einem Schlager von Evelyn Künneke aus dem Jahr 1961 stammen: Ich mache mir ’nen Schlitz ins Kleid. Nach 30 Folgen endete die Serie am 22. März 1979.

## Hauptfiguren
- Die Doppel-Conferenciers (Wichart von Roëll und Horst Jüssen)
- Das Nummern-Girl (Ingrid Steeger)
- Der vom Stuhl fallende Mann (Helmut Holger)
- Die Geschwister Fürchterlich (Ingrid Steeger und Christine Schuberth)

### Familie Klimbim
- Der militante Opa Benedikt von Klimbim (Wichart von Roëll, Staffel 1–5)
- Die schrille Mutter Jolante Klimbim (Elisabeth Volkmann, Staffel 1–5)
- Die Horror-Tochter Gaby Klimbim (Ingrid Steeger, Staffel 1–5)
- Der unterdrückte Vater Max Klimbim (Dieter Augustin, Staffel 1)
- Der nutzlose Onkel Poldi (Manfred Jester, Staffel 1)
- Der vertrottelte Stiefvater Josef Klimbim (Franz Muxeneder, Staffel 2)
- Der arbeitsscheue Liebhaber Adolar von Scheußlich (Horst Jüssen, Staffel 3–4)[1]
- Der Hund Heinrich (ein Basset Hound, Staffel 3–4)
- Der entflohene Ganove Gundolf (Gundolf Willer, Staffel 5)

### Gäste
Gaststars in der Pilotsendung von 1973 waren Jerry Lewis und Joey Heatherton. In Erinnerung blieb insbesondere der Auftritt von Curd Jürgens, der sich als angebliches James-Bond-Double verprügeln ließ und anschließend von Ingrid Steeger für Udo Jürgens gehalten wurde. Günter Netzer wurde von seinem Freund Michael Pfleghar unter einem Vorwand ins Studio gelockt und gab mit Gitarre und dunkler Brille eine Heino-Karikatur ab. Der Auftritt fand großen Beifall. Heinz Schubert trat als „Ekel Alfred“ auf, seine Rolle in der Fernsehserie Ein Herz und eine Seele. Die Gäste waren:
- Guido Baumann
- Gilbert Bécaud
- Horst Buchholz
- Jean-Pierre Cassel
- Karin Dor
- Daniel Emilfork
- Hansjörg Felmy
- Silvio Francesco
- Horst Frank
- Michel Fugain et le big Bazar
- Chris Georgiadis
- Ingeborg Hallstein
- Joey Heatherton
- Dieter Thomas Heck
- Dieter Hildebrandt
- Hans Hoenicke
- Chris Howland
- Ernst Huberty
- Horst Janson
- Curd Jürgens
- Udo Jürgens
- Harald Juhnke
- Manfred Jungwirth
- Heide Keller
- Alice und Ellen Kessler
- Rainer Klingenfuß
- Waldemar Kmentt
- Evelyne Kraft
- Benno Kusche
- Jerry Lewis
- Theo Lingen
- Maggie Mae
- Marvelli jr.
- Wolfgang Mascher
- William Milié
- Willy Millowitsch
- Wencke Myhre
- Günter Netzer
- Ursula Noack
- Hazy Osterwald
- Gunther Philipp
- Ivan Rebroff
- Hans Rosenthal
- Diana Maria Sabio
- Maria Schell
- Heinz Schenk
- Karl Schönböck
- Dietmar Schönherr
- Bubi Scholz
- Heinz Schubert
- Ernst Stankovski
- Lena Valaitis
- Barbara Valentin
- Hanni Vanhaiden
- Ornella Vanoni
- Sylvie Vartan
- Heidelinde Weis
- Margot Werner
- Eddie Windsor
- Siegfried Wischnewski

## Auszeichnungen
- 1975 Adolf-Grimme-Preis mit Silber für Pfleghar
- 2003 Deutscher Comedypreis Sonderpreis für die erste erfolgreiche Comedy-Show in Deutschland

## Diskografie
- Ingrid Steeger singt Klimbim (LP, 1975)

## Heimkino
In den 1970er-Jahren gab es von Marketing-Film in Bochum eine erste Veröffentlichung für das Heimkino auf Super 8 mit Ausschnitten aus der Serie, verteilt auf 2 × ca. 120 m color mit deutschem Magnetton mit einer Gesamtlänge von ca. 35 Minuten, zum damaligen Verkaufspreis von 149 DM pro Rolle; heute ist diese Veröffentlichung eine gesuchte Rarität unter Super-8-Spielfilm-Sammlern und erzielt, sofern angeboten, vergleichsweise hohe Preise.
Im November 2016 erschien eine DVD-Komplettbox mit allen fünf Staffeln.

## Ableger
- Zwei himmlische Töchter – Fernsehserie
- Die Gimmicks
- Die Klimbim-Familie lebt – Das Theaterstück des Autors Horst Jüssen, der als Schauspieler schon zur Fernseh-Stammbesetzung gehörte, wurde mit der Originalbesetzung im Juni 2004 in München uraufgeführt und bis zum Tode von Elisabeth Volkmann im Juli 2006 in mehreren Städten gespielt.